# Union des arts et de l'amitié en goguette
L'Union des arts et de l'amitié en goguette, dite Société de la Goguette et couramment appelée la Goguette est une goguette parisienne créée vers 1805, dont l'existence est toujours attestée en 1813. Elle comptait dans ses membres des célébrités parisiennes.

## Historique
Elle se réunissait rue des Bons-Enfants près du Palais-Royal.

### Naissance de l'Union des arts et de l'amitié en goguette
Pierre Laujon écrit :
Au même temps où mes aimables confrères s'étaient trouvés dans la nécessité de renoncer aux dîners du Vaudeville, et dans l'impossibilité de renouveler leurs engagements vis-à-vis de leurs Souscripteurs, se formait une Société assez prévoyante pour se préparer des ressources nombreuses capables d'obvier à pareille défection. Cette Société était remarquable par la diversité des arts qu'elle réunissait, et par le peu de prétention qu'elle annonçait ; le nom qu'elle s'était choisi, désignait, à la fois, les titres exigés pour être Sociétaire, et le motif joyeux qui pouvait en inspirer le désir. Elle subsiste encore sous sa dénomination, justifiée de plus en plus, de l'Union des arts et de l'amitié en goguette. Poètes, peintres, graveurs, musiciens, compositeurs ou artistes de nos principaux Théâtres lyriques, tous joyeux, tous amis, y concourent à varier les plaisirs ; chère bourgeoise et frugale, bons vins et surtout point frelatés, y rendent les indigestions très-rares ; aussi la gaité s'y soutient-elle dans toute sa franchise ; l'émulation sans envie ; et l'assiduité, sans gêne. La Chanson est, non-seulement admise dans cette Société, mais nulle autre n'y prête plus au ton de la gaillardise ; ce ton est celui que possède, par excellence, un aimable vieillard, mon cadet de quelques années dans ce genre, auquel je ne connais point de rival, et qui passe, à juste titre, pour le soutien le plus gaillard de cette réunion, dont il est un des fondateurs.
Union des arts et de l'amitié en goguette, ce nom très long est abrégé ensuite, quelques pages après, quand l'auteur écrit : « La Goguette subsiste encore avec les mêmes attraits ». Le mot goguette aurait donc désigné d'abord cette société chantante précise. On trouve également le nom de cette goguette abrégé autrement dans le texte accompagnant un portrait de Pierre Laujon gravé en 1806 : Réunion des Arts et de l'Amitié,.
Philippe Darriulat, dans son ouvrage La muse du peuple, p. 413, se base sur ces mémoires de Pierre Laujon pour  faire remonter l'existence de cette goguette vers 1805 :
« Pierre Laujon, grand habitué de toutes les sociétés chantantes, se souvient avoir participé à la fondation d’une Union des arts et de l’amitié en goguette dont la première réunion aurait été contemporaine de la dissolution des Dîners du vaudeville et du décès de Joseph Alexandre de Ségur, soit vers 1805 ».

### Description de l'Union des arts et de l'amitié en goguette
Elle se réunissait tous les 15 jours, pour un dîner sans faste, dans un petit local, justement calculé pour une table de 25 couverts occupés par des poètes, des musiciens, des peintres, des sculpteurs et même un médecin qui n'était pas fâché de se trouver, de temps à autre, avec de bons vivants.
Ces aimables confrères avaient d'autant plus d'esprit qu'ils cherchaient moins à en montrer, ils s'abandonnaient d'autant plus franchement à leur gaieté naturelle, que personne ne tenait registre de leurs folies.
Les impromptus du poète, mis au même instant en musique par le compositeur, exécutés par le chanteur, fournissent quelquefois au peintre l'idée d'une caricature ; mais ces productions, enfants d'un joyeux délire, s'envolent avec lui et n'ont d'autre objet que de remplir agréablement l'heure qui les a vues naître.
La salle était décorée simplement mais avec goût ; la table servie sans luxe, mais avec abondance.
On y comptait un peintre déjà célèbre en 1813 ; le tragédien Talma, Carle Vernet, F. Didot, Désaugiers, Cicéri, André-Antoine Ravrio.
C'est à cette société que M. de Jouy, sous le nom de l'Ermite de la Chaussée-d'Antin, fit allusion dans un joli feuilletton publié dans la Gazette de France le 3 octobre 1813, sous le titre de : Un dîner d'Artistes.
Ravrio, célèbre marchand de bronzes, à Paris, a chanté la Goguette dans une chanson qui résume, pour ainsi dire, les statuts de cette société et les amusements de ses membres : elle est sur l'air du Vaudeville de Jean Monet.
Amis, chantons la goguette,

Cette aimable déité

Qui naquit à la guinguette

Dans le sein de la gaité.

Les écarts

Des hasards

Pour elle sont peu de chose,

Car l'amitié la compose,

Unie avec les beaux-arts. (ter)
(Ravrio, t. II, p. 116.)
Voir Mes Délassements, ou Recueil de chansons, et autres pièces fugitives composées pour mes amis, par Ravrio, imp. De Ballard, janvier 1805, in-8, tom. II, 1812, in-8. Ce recueil qui n'a pas été mis dans le commerce, est rare.
Le même Ravrio (tom. Ier, p. 147) a fait une chanson intitulée : La rue des Bons-Enfants, qui fait allusion à une société bachique dont il était membre, & qui paraît être celle de la Goguette. Elle commence sur l'air : Au coin du feu.
Je me sens en goguette

Pour une chansonnette

Faites céans :

Ma muse s'évertue

Quand je suis dans la rue

Des Bons-Enfants.
Dans les couplets suivants l'auteur cite comme convives de cette réunion, qui avait lieu rue des Bons-Enfants près du Palais-Royal : le médecin Corvisart, le peintre Valenciennes, les chansonniers Laujon, Barré, Lambert, Clauzier et lui-même Ravrio, les conteurs Guichard et Bertin, le colonel De la Cour, le physicien Charles, les notaires Cousinard et Bertrand, et le musicien Gersin.
La chanson se termine par ce couplet :
D'aimer, chanter et boire,

Puisqu'ici l'on fait gloire,

En bonnes gens,

Crainte d'une heure indue,

Restons tous dans la rue

Des Bons-Enfants.